# ریوجی میناگاوا
ریوجی میناگاوا (به ژاپنی: 皆川 亮二, Ryōji Minagawa)؛ زادهٔ ۵ ژوئیه ۱۹۶۴) مانگاکا اهل ژاپن است.